# Географски региони на Турция
Региони на Турция (на турски: Türkiye bölgeleri), утвърдени на първия географски събор през 1941 г. в Анкара. В този контекст, регионите имат чисто статистическа функция и затова не представляват административни единици. В списъка е представен всеки регион със съставляващите го вилаети. Границите на вилаетите не съвпадат с границите на географските региони, а самите вилаети приспадат към този географски регион, от който имат най-голяма територия. На брой са общо седем. Четири от тях (Мраморноморски, Егейски, Черноморски и Средиземноморски регион) имат излаз на море, а останалите три (Централен, Източен и Югоизточен Анадол) нямат излаз на море. Икономиките на крайморските географски региони зависят главно от морския туризъм, който е ключов за турската икономика. Турското правителство иска другите три региона от континентален Анадол да не изостават икономически и това е причината за създаването на проект Югоизточен Анадол, който е започнат през 70-те години на XX век и обхваща развитието на водноелектрически централи, горско и селско стопанство, училища и болници, пътна инфраструктура и други.

## Региони и техните характеристики
В Турция се намират общо 7 региона.
| Регион                  | Столица   | Площ (km²) | Провинции | Население  | Локация |
| ----------------------- | --------- | ---------- | --------- | ---------- | ------- |
| Егейски регион          | Измир     | 85 000     | 8         | 10 477 153 |         |
| Черноморски регион      | Самсун    | 143 537    | 18        | 7 696 132  |         |
| Централен Анадол        | Анкара    | 163 057    | 13        | 12 896 255 |         |
| Източен Анадол          | Ван       | 165 436    | 14        | 6 513 106  |         |
| Мармара                 | Истанбул  | 67 000     | 11        | 24 899 126 |         |
| Средиземноморски регион | Анталия   | 122 927    | 8         | 10 584 506 |         |
| Югоизточен Анадол       | Шанлъурфа | 59 176     | 9         | 8 576 391  |         |

## Мраморноморски регион
В региона има 11 провинции.
1. Чанаккале – пролив Дарданелите.
2. Истанбул – пролив Босфора.
3. Одрин – Европейска част, без излаз на море.
4. Родосто – Европейска част, излаз на Мраморно море.
5. Лозенград – Европейска част, излаз на Черно море.
6. Коджаели – излаз и Мраморно море и на Черно море.
7. Сакария – излаз на Черно море.
8. Белджик – без излаз на море.
9. Ялова – излаз на Мраморно море.
10. Бурса – излаз на Мраморно море.
11. Балъкесир – излаз на Мраморно море и Егейско (Бяло) море.

## Черноморски регион
В региона има 18 провинции.
1. Карабюк – Западна Турция, без излаз на море.
2. Болу – Западна Турция, без излаз на Черно море.
3. Дюздже – Западна Турция, излаз на Черно море.
4. Зонгулдак – Западна Турция, излаз Черно море.
5. Бартън – Западна Турция, излаз на Черно море.
6. Чорум – Централна Турция, без излаз на море.
7. Амасая – Централна Турция, без излаз на море.
8. Токат – Централна Турция, без излаз на море.
9. Кастамону – Централна Турция, излаз на Черно море.
10. Синоп – Централна Турция, излаз на Черно море.
11. Самсун – Централна Турция, излаз на Черно море.
12. Орду – Централна Турция, излаз Черно море.
13. Гюмюшхане – Източна Турция, без излаз на море.
14. Байбурт – Източна Турция, без излаз на море.
15. Гиресун – Източна Турция, излаз на Черно море.
16. Трабзон – Източна Турция, излаз на Черно море.
17. Ризе – Източна Турция, излаз на Черно море.
18. Артвин – Източна Турция, излаз на Черно море, граничи с Армения.

## Егейски регион
Егейският регион се разпростира от брега на Егейско море до вътрешните части на Западен Анадол. Има значителни различия между крайбрежните територии и тези във вътрешността, както по отношение на географските характеристики, така и в икономически и социален аспект. Като цяло, планините в района са разположени перпендикулярно на морето, а равнините се простират от изток на запад. В региона има 8 провинции:
1. Измир – излаз на море.
2. Айдън – излаз на море.
3. Мугла – излаз на Бяло и Средиземно морета.
4. Маниса
5. Денизли
6. Ушак
7. Кютахия
8. Афинкарахисар

## Средиземноморски регион
Средиземноморският регион, намиращ се в Южна Турция по протежение на Средиземно море с ширина варираща от 120 – 180 км. Той е с полупланински и планински релеф. Основната линия на района се определя от планинските вериги Торос и Аманос. Тук са разположени и низините на Анталия и Чукурова, и богатите алувиални низини по делтите на реките Сейхан и Джейжан. Много малки, богати на алувиални почви низини по долините на реките Даламан и Ешен са Финикия, Серик, Манавгат, Алания и др. В региона има 8 провинции:
1. Анталия – излаз на Средиземно море.
2. Мерсин – излаз на Средиземно море.
3. Адана – излаз на Средиземно море.
4. Хатай (адм. ц. – Искендерун) – излаз на Средиземно море, граничи със Сирия.
5. Бурдур
6. Ъспарта
7. Османие
8. Кахраманмараш

## Регион Централен Анадол
Регионът Централ Анадол е разположен точно в средата на Турция и изглежда по-равнинен в сравнение с другите. Известна е като „житницата“ на страната. Голяма част от района е с надморска височина от 1000 м. Най-ниските места са около Сакария и долината на река Къзълърмак около 700 м. В южната част на района са разположени в посока североизток-югозапад планини с вулканичен произход – Хасанда, Караджада, Карадаа, Ерджиес и Мелендис. Платата се най-много в този район, а именно Хаймана, Джиханбейли, Обрук и Бозок. Областта около езерото Туз е най-големият затворен басейн. Тук са разположени и едни от най-широките низини – Коня – най-голямата в Турция, следавни от низината Аксарай и Горносакарската, а по-малки са Ескишехирската, Анкарската, Кайсерската и Девели. В региона има 13 провинции:
1. Анкара
2. Чанкъръ – североизточно от Анкара
3. Ескишехир – западно от Анкара
4. Кония – южно от Анкара
5. Аксарай – юго-източно от Анкара, част от Кападокия
6. Киршехир – юго-източно от Анкара
7. Кириккале – юго-източно от Анкара
8. Кайсери
9. Караман
10. Нигде
11. Невшехир (Кападокия е в провинцията)
12. Йозтаг
13. Сивас

## Регион Източен Анадол
Регионът Източен Анадол е най-големият по територия и надморска височина в цяла Турция. Около 3/4 от него се намира на височина от 1500 до 2000 м. Тази част се състои, както от самостоятелни планини, така и от цели планински вериги, с големи плата и низини. В тази част има голям брой затихнали вулкани Аръ, Субхан, Немрут и Тендурек. Наред с високопланинския релеф, в района се простират няколко низини Ерзинджан, Терджан, Ерзурум, Ъдър – с най-ниската надморска височина 800 м, Елбистан, Малатя, Елазъ, Бингьол и Муш, а Юксекова и Башкале са низини с най-високата надморска височина над 2000 м. В този района е разположени разломна линия и е найземетръсната зона в Турция. По течението на река Ефрат и притоците £ са разположени ниски и високи плата като Узуняйла, Ерзурум-Карс
В региона има 14 провинции.
- Агръ
- Ардахан
- Бирлис
- Бингьол
- Елязъг
- Ерзинджан
- Ерзурум
- Хаккяри
- Ъгдър
- Карс
- Малатия
- Муш
- Тунджели
- Ван

## Регион Югоизточен Анадол
Районът на Югоизточен Анадол е разделена на две части от вулканския конус на Караджадаа на Диджле на изток и Средното поречие на р. Ефрат на запад. На север е разположен делът на югоизточните Тороски планини. Районът е покрит от плата и низини, забележителни с еднообразността в пейзажа си. Низината на Кахраманмараш-Хатай и платото на Газиантеп.
В региона има 9 провинции.
- Газиантеп
- Диарбекир
- Шанлъурфа
- Батман
- Адъяман
- Сиирт
- Мардин
- Килис
- Шърнак